# 杉山直 (タレント)
杉山 直（すぎやま ちょく、1957年5月28日 - ）は、フリーアナウンサー。ジュビロ磐田のホームゲームのスタジアムDJ。新朗読家。

## プロフィール
静岡県静岡市葵区出身。
静岡市立城内中学校→早稲田大学高等学院卒業、早稲田大学第一文学部中退。

## 子役・役者として
- 1962年 劇団文化座「土」全国公演デビュー。
- 1964年 TBS「小さな目」関口宏の弟役としてレギュラー出演。
- 1966年 NHK「太陽の丘」森繁久弥の末息子役としてレギュラー出演。
- 1968年 NTV「意地悪婆さん」青島幸男の初代孫役としてレギュラー出演。
- 1969年 TBS「水戸黄門」ゲスト主演
- 1973年 TBS「走れ!ケー100」ゲスト主演
- 1978年 東宝映画「英霊たちの応援歌 最後の早慶戦」（監督：岡本喜八）出演。

## フリーアナウンサーとして
- 1985年 SBSラジオ「ポプコンエアー」
- 1988年 テレビ静岡「情報交差点Do!」直々インタビュー
- 1989年 SUNPU博'89メイン司会
- 1990年 SBSテレビ「おかず倶楽部」
- 1990年 SBSテレビ「遠州通り」
- 1990年 SBSラジオ「フラナイロックパラダイス」
- 1992年 K-MIX「コークサウンドラッシュアワー」
- いい伊豆みつけた（伊豆急ケーブルネットワーク） - レポーター
  - 踊り子と紅葉と滝巡り（2013年11月第3週）[1][2][3]

## 現在
- Jリーグ・ジュビロ磐田専属スタジアムDJ

- 静岡県市町対抗駅伝
- 掛川新茶マラソン
- 静岡県ボウリング選手権

## 講師として
- 1999年 - 富士市市民大学「司会者養成講座」
- 2002年 - 静岡デザイン専門学校「プレゼンテーション技法」
- 2002年 - ヒューマンアカデミー「全米ブライダル協会認定資格」
- 2004年 - ルネサンスアカデミー「ブライダル基礎知識」
- 2009年 - 富士市市民大学「読み聞かせ話し方表現力アップ講座」

## 新朗読
- 2007年4月2日 音と光と映像と自身の全文暗記による朗読を組み合わせた「新朗読」を発表。
- 2007年 『桜の森の満開の下』（坂口安吾）。
- 2007年 『星の王子さま』（アントワーヌ・ド・サン＝テグジュペリ）。
- 2008年 『走れメロス』（太宰治）。
- 2008年 『セロ弾きのゴーシュ』（宮沢賢治）。
- 2008年 『モチモチの木』（斎藤隆介）。
- 2009年 『注文の多い料理店』（宮沢賢治）。
- 2009年 『源氏物語』（瀬戸内寂聴・訳）。
- 2009年 太宰治生誕100周年記念公演（太宰ゆかりの三鷹公演）。
- 2010年 文化庁地域文化振興プラン・静岡県内養護施設訪問公演。学校・公民館・ホール・ホテルなどで公演を重ねている。
- 2010年 ゲーテの詩朗読コンテスト（主催:ユーハイム）準優勝。
- 2014年 『ヤマトタケルノミコトと熱田神宮』公演。

## 著書
- 「想伝力～メロスと走った３日間」
- 「聞く見る読む絵本　セロ弾きのゴーシュ」